# 19 TCN
Năm 19 TCN là một năm trong lịch Julius. 